# 石川道政
石川 道政（いしかわ みちまさ、1940年〈昭和15年〉8月28日 - ）は、日本の政治家。実業家。元岐阜県美濃市長。美濃市名誉市民。旭日中綬章受章。

## 経歴
岐阜県武儀郡美濃町（現・美濃市）出身。明治大学商学部卒業。美濃市議会議員を経て、1995年（平成7年）美濃市長に当選。5期目の途中で辞職した。ほか、石川紙業社長を務めた。
在任中は市町村の合併問題や学校再編、伝統的建造物群保存地区の整備、美濃病院の移転・安定経営、テクノパークへの企業誘致、道路や上下水道、ケーブルテレビなどの基盤整備、道の駅美濃にわか茶屋の整備などに尽力した。

## 栄典
- 2014年11月 平成26年秋の叙勲で地方自治功労により旭日中綬章を受章[6]。